# Madinat 'Isa
Madinat Isa (arabiska: مدينة عيسى, Madīnat ‘Isa, "Isastaden") är en stad i Bahrain. Dess namn syftar på Isa bin Salman al-Khalifa, härskare över Bahrain 1961 till 1999.
Madīnat ‘Īsá ligger 7 meter över havet och antalet invånare är 38 090. Terrängen runt Madīnat ‘Īsá är platt. Havet är nära Madīnat ‘Īsá österut. Trakten är tätbefolkad. Närmaste större samhälle är Manama, 5,8 km nordost om Madīnat ‘Īsá.